# 内田喜久
内田 喜久（うちだ よしひさ、1925年（大正14年）1月5日 - ）は、日本の政治家、新聞記者。愛知県岡崎市長（3期）、愛知県議会議員（2期）を歴任した。「喜久」を音読みして「きく」と読まれることも多い。
長男の内田康宏を擁立した1980年6月の衆院選で、検挙者128人（うち逮捕者55人）におよぶ空前の選挙違反事件を引き起こした。愛知県警が解明しただけでも計4,424万円の現金をばらまき、自身のほか、県議1人、岡崎市議25人、安城市議7人、幸田町議6人、旧額田町議4人が逮捕された。長年にわたる土建業者との癒着も暴かれ、同年8月、収賄容疑で再逮捕された。

## 経歴
愛知県岩津村井ノ口（現・岡崎市井ノ口町字楼）に、農業を営む父：内田松太郎、母：かまの三男として生まれる。長兄は夭逝したため次男として育てられた。1937年、岩津町立大樹寺尋常小学校卒業。1939年、岡崎市三島尋常高等小学校の高等科を卒業後、新三河新聞社に記者見習いとして採用される。日刊新聞『新三河』は1940年11月1日、竹内京治の『岡崎朝報』に統合され『三河新聞』と改称する。
1941年5月1日、岡崎市立商業学校（現・愛知県立岡崎商業高等学校）に定時制の第二商業学校が併設されると、竹内社長のすすめで入学。一県一紙の国策により1942年7月30日に廃刊となる日まで『三河新聞』の記者を務めた。
1944年10月、召集により満州に送られた。牡丹江省東寧の満州第929部隊に入隊。輓馬の野戦重砲隊に配属される。1945年3月、連合軍の本土上陸に備えるため、九十九里浜へ移動。8月、群馬県の駐屯地で終戦を迎えた。
1946年、明治大学に入学（1952年に同大学政治経済学部卒業）。1947年4月25日、第23回衆議院議員総選挙において岡崎市出身の千賀康治が初当選。「内田には中央のことを勉強させておいた方がいい」という竹内京治のはからいにより千賀の秘書となった。西三河青年同盟をおこし、青年運動にも関わる。西三河青年同盟のメンバーの一人と結婚。

### 愛知新聞を創刊

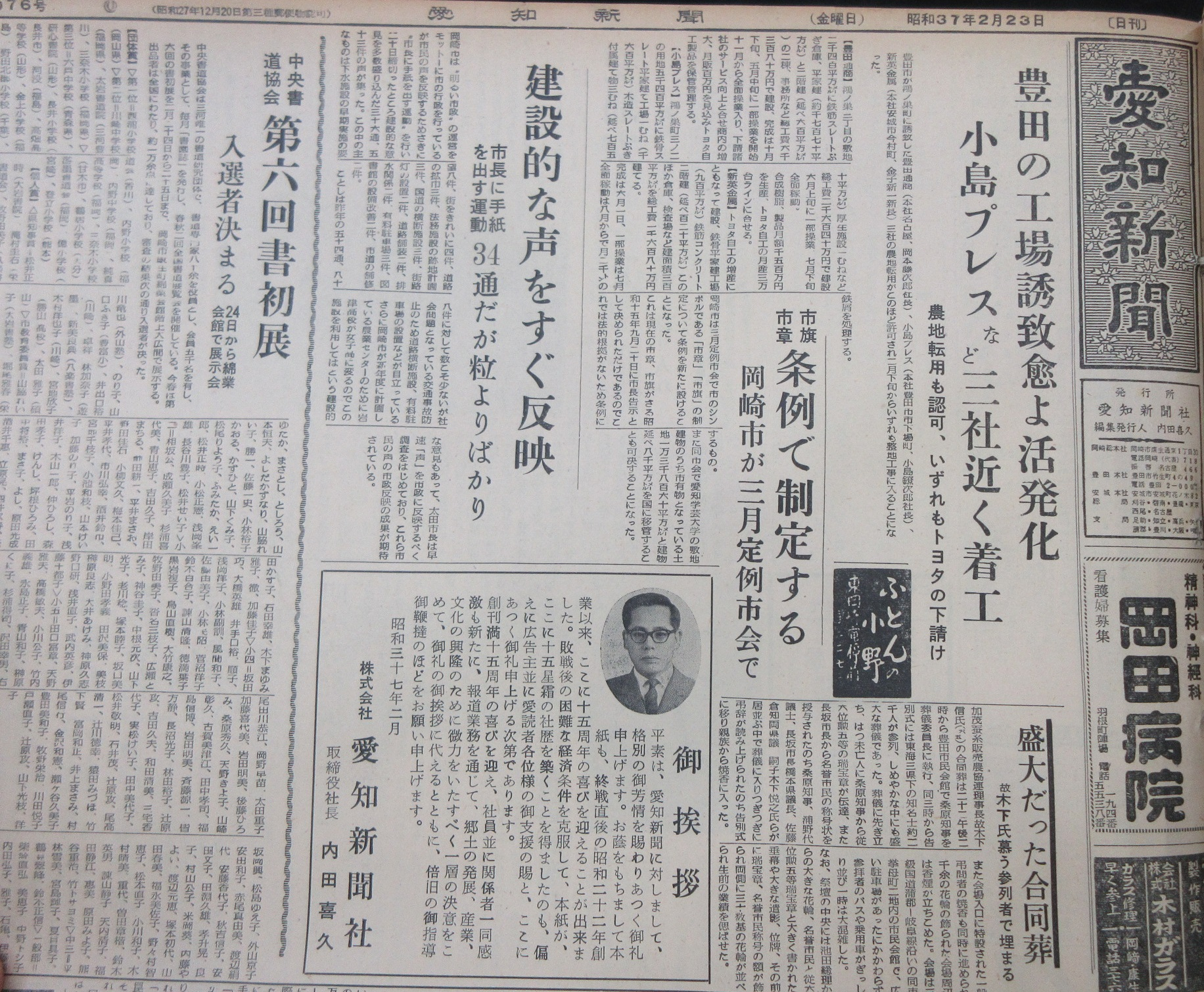
内田が27歳のときに創刊した『愛知新聞』

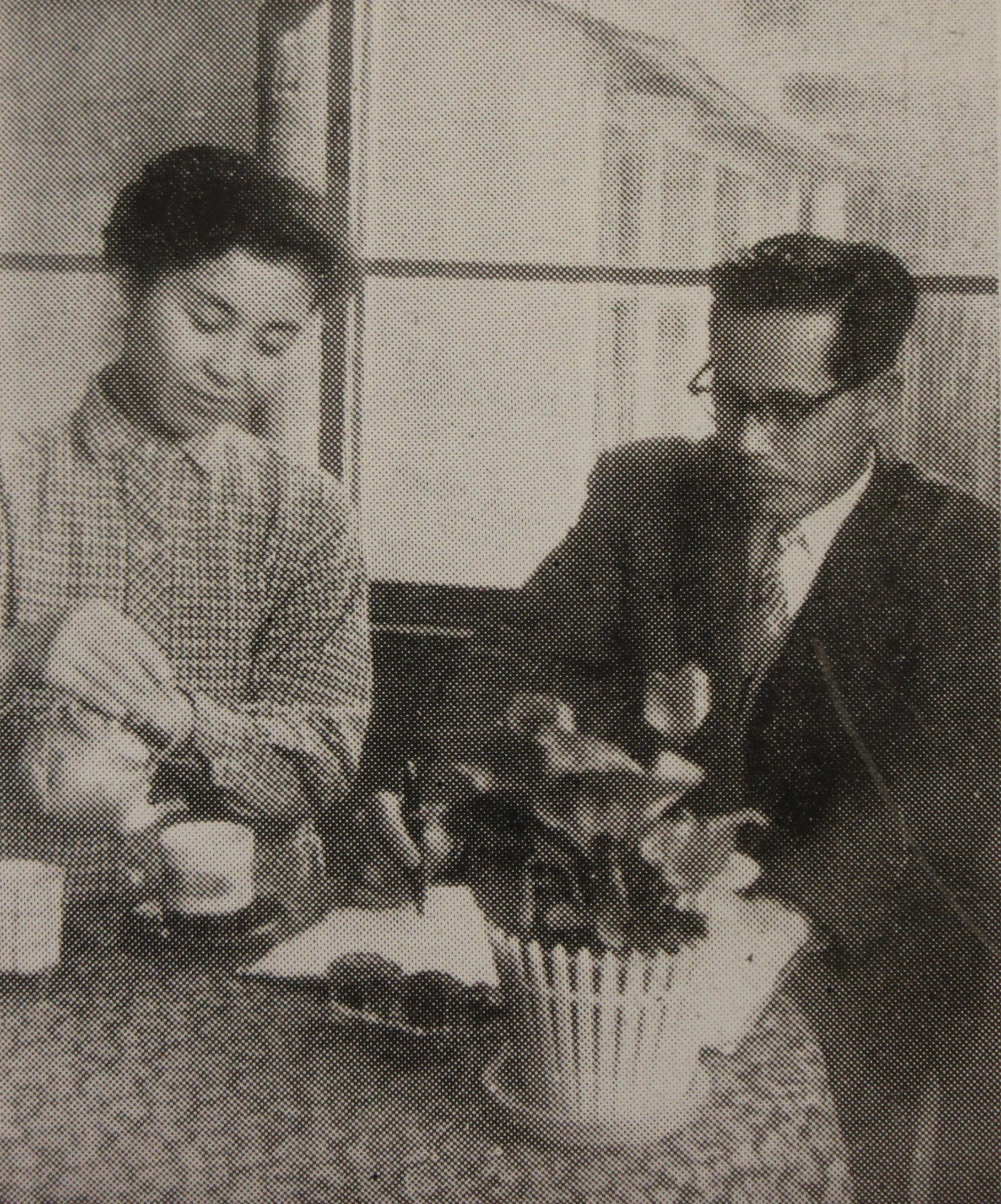
内田喜久と妻の美惠子（1958年）

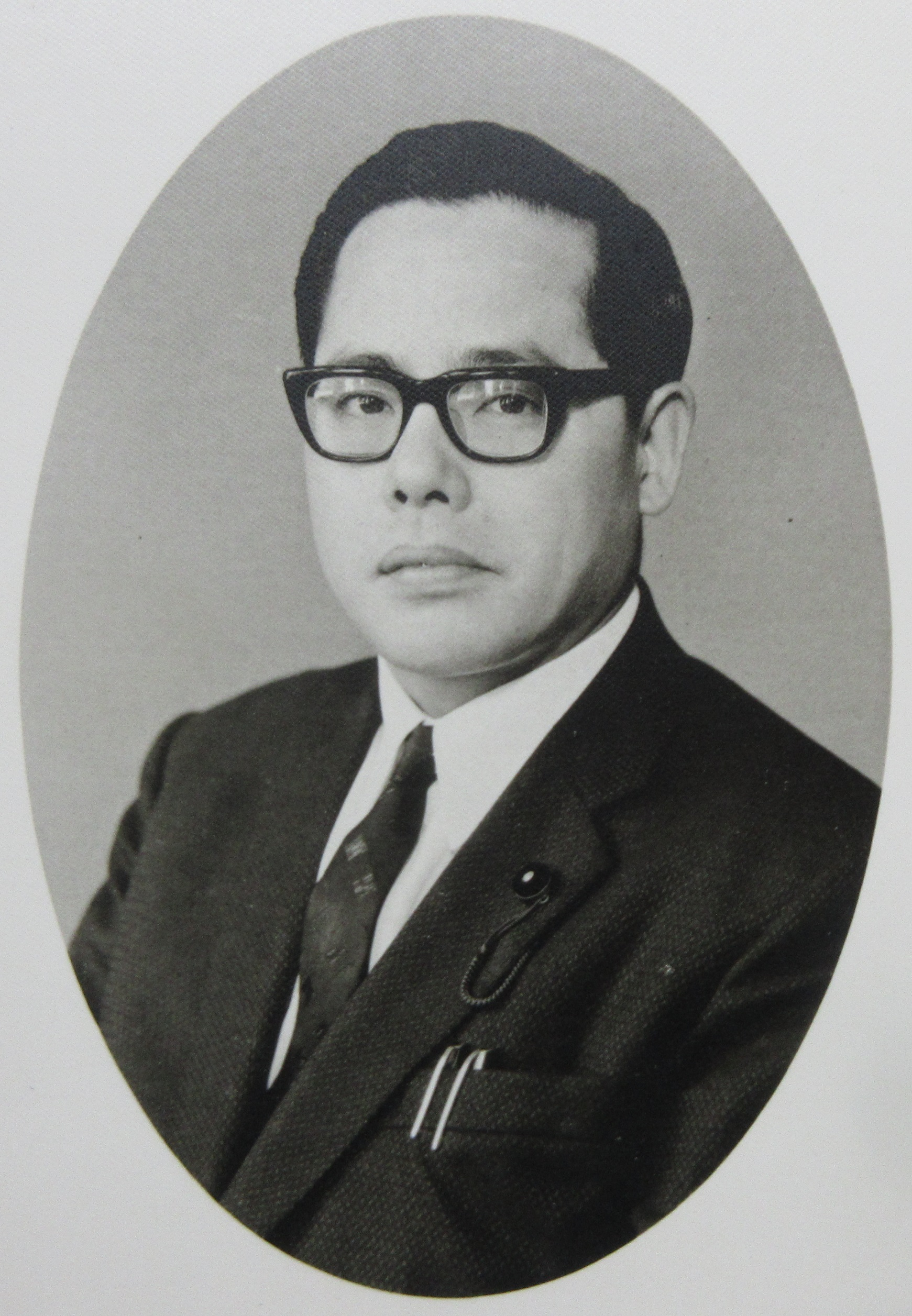
県議会議員時代の内田（1967年頃）

終戦直後の1945年12月25日、黒柳章、榊原金之助らが中心となって『東海新聞』が創刊された。1947年、戦前の新聞記者たちはさらなる地元新聞の発刊を企て、元新三河新聞社の工場長の自宅に集まった。たまたま居合わせた内田は請われるままに代表者にさせられ、同年8月、市内板屋町の仕舞屋で週刊新聞『三河タイムス』を創刊した。
1951年初頭、日刊紙への移行を計画し、一般から新紙名を募集。1952年5月10日、株式会社愛知新聞社を設立。新社屋を千賀康治のおいの千賀次良が持っていた旧康生町（現・康生通東1丁目）の土地に建てた。同年11月1日、『愛知新聞』第1号を発行した。続いて東海放送株式会社を設立した。1958年春、原水爆禁止岡崎地区協議会の副会長に就任。1961年、中部日本都市広告協会を設立。なお千賀次良は1965年10月2日に病死するまで愛知新聞社の取締役会長を務めた。
政治家に転身する前、内田は岡崎市長選挙に二度、選対の参謀として関わっている。1955年の市長選ではかつて秘書として仕えた千賀康治を支援した。千賀は現職の竹内京治に敗れ、翌1956年、都電にはねられ死亡した。それを境に旧幡豆郡を地盤にした中垣國男が岡崎に勢力をのばし、中垣に連なる県議の太田光二が1958年9月に翌年の市長選への出馬の構えを見せると、竹内の推薦母体である愛市連盟が結成された。愛市連盟の事務局は愛知新聞社本社に置かれた。原水協の活動を通じて、内田には社会党の支持を取り付けられるだろうという目算があった。竹内は「岡崎が中垣に乗っ取られていいのですか」と内田に詰め寄られ、4選出馬を決断した。どちらの選挙でも敗北を喫したが、細かな情報を駆使した内田の選挙手腕は注目を集めた。
1961年2月頃、ライバル会社である東海新聞社社長の榊原金之助が次期県議選への出馬を表明。若い商店主らによって内田を県議会に送らんとする空気が強まり、「八日会」なる団体が結成された。名前は永田安太郎の後援会「十五日会」にちなんで付けられた。
1962年10月に岡崎市は六ツ美町を編入。これに伴い、1963年の愛知県議会議員選挙・岡崎市選挙区は定数が3から4に増える。同年4月17日に行われた県議選に浦野幸男派（宏池会）からは内田のほか、現職の柴田彦四郎、浦野の書生で繊維会社社長の鈴木正雄の3人が立候補。また、中垣國男派（水曜会）からは現職の近藤春次のほか、前述の榊原金之助が立候補。7人の候補者が争う中、初出馬ながら1万8千票余りを得てトップ当選を果たした。「八日会」は正式に内田の後援会として発足し、初代会長には地元の素封家の堤敏正が就任した。
1967年、再選。

### 1971年岡崎市長選挙
1970年春頃には「翌年の市長選は現職の太田光二と内田喜久の一騎打ちの公算が大きい」と報ずる新聞記事がすでに出始めていた。3期勇退を公約に掲げていた太田は、義弟の浅岡齋が県議選出馬の準備をすすめていたこともあり、当初引退の決意が固かったが、後援会幹部らに口説き落とされた。一説には、内田によって配布されたおびただしい数の中傷ビラに激怒し出馬に踏み切ったとも言われている。4月、前回の市長選で落選した元衆議院議員秘書の原嶋亮二が出馬の意向を表明し、6月には太田・内田・原嶋の出馬は公然の事実となった。10月3日、岡崎市議会議長と岡崎商工会議所会頭が発起人として名を連ねた太田の支援者の集会が岡崎市民会館で開かれる。国会議員や大臣代理、近隣市長らが多数招かれた同集会において、次期市長選挙候補に太田を推薦することが採択される。太田は12月10日、定例市議会の冒頭で正式に出馬を表明。12月18日、岡崎市総代会長連絡協議会は太田の推薦を決定。
当時、岡崎市の北部地域で、岡崎 - 多治見間の国鉄岡多線（現・愛知環状鉄道）の新設の工法をめぐって、高架か矢作川土手か、国鉄と地元住民が対立していた。建設促進委員長だった市長の太田は国鉄の意を受けて安価な土手方式の採用に傾いていた。衆議院議員の中野四郎は1969年の衆院選で太田一派の支持を秘密裡にとりつけ得票数2位で勝利を収めていたが、その後大門地区の住民から岡多線に関する陳情を受けていた。岡崎の票を落としたくない中野は内田に「君は高架をやるか」と尋ね、内田が「やります」と答えたことから、1971年1月20日、内田支持を表明した。
1971年4月25日に投票が行われ、4期目を狙う太田、原嶋亮二との保守三つどもえの戦いを制し初当選した。5月2日、市長就任。
※当日有権者数：136,567人 最終投票率：87.50%（前回比：＋1.73pts）
| 候補者名 | 年齢 | 所属党派 | 新旧別 | 得票数   | 得票率 | 推薦・支持 |
| -------- | ---- | -------- | ------ | -------- | ------ | ---------- |
| 内田喜久 | 46   | 無所属   | 新     | 73,275票 | 61.87% |            |
| 太田光二 | 71   | 無所属   | 現     | 34,705票 | 29.30% |            |
| 原嶋亮二 | 40   | 無所属   | 新     | 10,457票 | 8.83%  |            |

同年7月1日、愛知県住宅供給公社専務理事の鈴木弥一郎を助役に選任。太田派職員を部長から引きずり下ろすため、同日、部制を廃止して課長に降格。市役所内部の実権を確立すると、1973年4月に部制を復活させるなど、徹底した報復人事を行った。
1975年4月中旬より助役の鈴木弥一郎が病気のため欠勤。鈴木は6月30日の任期満了とともに退任する意志を固めた。後任選びで、鈴村正弘教育長を推す内田と大郷恒夫総務部長を推す議会各派のあいだで意見が対立したが、内田の後援会幹部の根回しにより7月1日、大郷が助役に就任した。内田は対抗策として7月22日に臨時議会を開き、機構改革を断行。理財部を新設してここに財政部門を集中させ、次いで規制を改正して助役から予算の査定権を奪い去った。また、大郷ははっきりものを言う性格から次第に内田に疎まれ、1期4年で助役を退任した。市役所4階の市長室は〝開かずの間〟と呼ばれ、落城の日まで内田は特定のブレーンを作らなかった。滅多に人を近づけなかったと言われている。
そればかりでなく、当選間もなくから汚職に手を染めた。1971年9月16日、内田は「指名競争入札の公正を期すため」と称して、「岡崎市入札参加者審査委員会」を設けた。委員会は助役を委員長とし、関係部課長ら16人で構成されていたが、内田は「指名業者のリストの原案は委員会に諮る前に見せろ」と職員に指示。内田は意のままに業者を選び、委員会はたちまち土建業者からワイロを搾り取る手段と化した。
1972年6月、竜美ヶ丘土地区画整理組合が整備を進める丘陵地帯の一角に「内田御殿」と呼ばれた巨大邸宅が建てられた。内田は同組合理事長の所有する大西町字広表（現・竜美旭町）の土地を借り、市内八帖北町のK建設に敷地約805平方メートル、延床面積約314平方メートルの木造2階建てかわらぶき住宅を施工させた。材料の木材は唐沢町のS工業が供出した。ところが当時の価格で7,000万円前後と言われた工費は一切支払われずに終わった。1977年から1979年にかけて行われた改修工事はいずれもS工業が請け負ったが、このときも代金計600万円は支払われなかった。内田は議会の追及をかわすため、関係業者を集めて帳簿を偽造し、建物の名義人を妻の父親に変えた。K建設の社長はのちに贈賄容疑で逮捕、S工業の社長も書類送検される（後述）。
1975年4月の市長選に、自民党・民社党・岡崎地区同盟の推薦と社会党・公明党・岡崎地区労協の支持を得て立候補。日本共産党推薦の新人らを破り再選。
岡崎は1955年を最後に、地元選出の保守系の代議士を持たなかった。内田の残された夢は国政に打って出ることだった。1976年12月、衆議院は解散が行われないまま任期満了により総選挙を迎えた。前回（1972年）の落選から再起をはかる中野四郎は、禅譲をにおわせ内田に接近した。系列としては依然として浦野幸男派（宏池会）に属していたが、内田はこれを期に中野派（福田派）に移る。中野は岡崎で1万3千票を増やし、トップで返り咲いた。
1977年1月16日朝、浦野幸男が心不全のため急死。同日夜、内田は側近の市議と浅井正三市議の自宅に集まり、浦野の後継者問題について密議を行った。1月20日、浦野後援会による臨時葬儀が豊田勤労福祉会館、岡崎市の六所神社、安城市民会館の三会場で開かれる。浦野後援会員でもあった浅井正三は六所神社で「後継者選びのときは、岡崎にも声をかけてほしい」と申し入れるが、娘婿の浦野烋興擁立を図っていた陣営は「喪が明けるまではその話はしないでほしい」と首尾良くかわした。3月2日、浦野派の服部貞弘市議と、猿投青年団で浦野幸男と活動した間柄の太田進市議の二人は豊田に出向き、豊田市議会の正副議長らと面会。服部と太田は「岡崎は全員一致で内田に決定した」と告げた。しかし時すでに遅く、同日夜、「浦野幸男後継者問題懇談会」の世話人会は浦野烋興の自宅を訪れ、正式に後継受託を要請した。3月14日、浦野幸男後援会の総会で烋興推挙の決議が可決される。内田らの計画は頓挫するが、党岡崎支部は6月初め、次期衆院選に内田を擁立することを改めて決議した。
同年、愛知新聞社と東海新聞社は合併し、東海愛知新聞社が設立された。1月19日に設立株主総会および取締役会が開かれ、同社の代表取締役社長に就任した。
1978年11月4日、5日の2日間、第1回岡崎まつりが盛大に開催される。この岡崎まつりに関し、前述の太田進が委員会で内田に質問すると、内田は市長室に呼び出し「共産党のいる委員会で何たる発言か」と叱責した。太田市議（井田町在住）の後援会長は、同時に井田学区の内田の後援会長を兼ねていた。内田は後援会長に、太田の選挙活動は手を抜けと指示。また、太田への市の施設の使用許可が滞るよう工作した。その結果、1979年4月22日に行われた市議選で太田進は候補者49人中47位で落選。内田が手を回していたことを太田はこのとき初めて悟るが、後の祭りだった。議長も務めた自民クラブの重鎮の落選は、他の市議たちを震え上がらせた。
1979年、市議選と同日執行の市長選で無投票により3選。「物言えば唇寒し」の空気はますます岡崎の市政を覆うようになった。自民クラブの市議は内田を「上司」と呼び始めた。同年6月、愛知県市長会長、東海市長会副会長に就任。
内田は職員の不正採用にも手を染めていた。市議、安城市議、幸田町議、旧幡豆町議、旧愛知4区選出の衆議院議員、岡崎地区労幹部、岡崎地区同盟幹部、市内管工事会社社長など有力者の子息子女を採用し続け、ときにはワイロも要求した。要求額は「カローラ1台分」とも言われ、内田は同年3月の市議会定例会で追及を受けるが、大きな問題とはならなかった。試験委員経験者はのちに「採用者のうち実力組は3分の1ほど」と証言している。
同年8月10日、日本社会党の太田一夫が高血圧悪化を理由に次期衆院選への立候補辞退を党愛知県本部に伝える。9月7日、衆議院解散。岡崎市は地元選出の国会議員を保革ともに失った。中野四郎は、中野後援会岡崎地区連合会長の元市議の柴田信市を遣わし、内田の衆議院転身を断念させ、さらには内田を自身の選対委員長に引き入れた。しかし選挙事務所の雰囲気は低調で、駆けつけた岡崎市議17人の動きも鈍かった。これを「内田の細工」と直感した中野は幹部に非常招集をかけ「岡崎は数に入れずに、15万票取れ」と命じ、「もう内田など来てもらわなくていい」と言い放った。衆院選は10月7日に行われ、中野は11回目の当選を果たす。

### 政治団体「明日の岡崎をきずく会」を設立

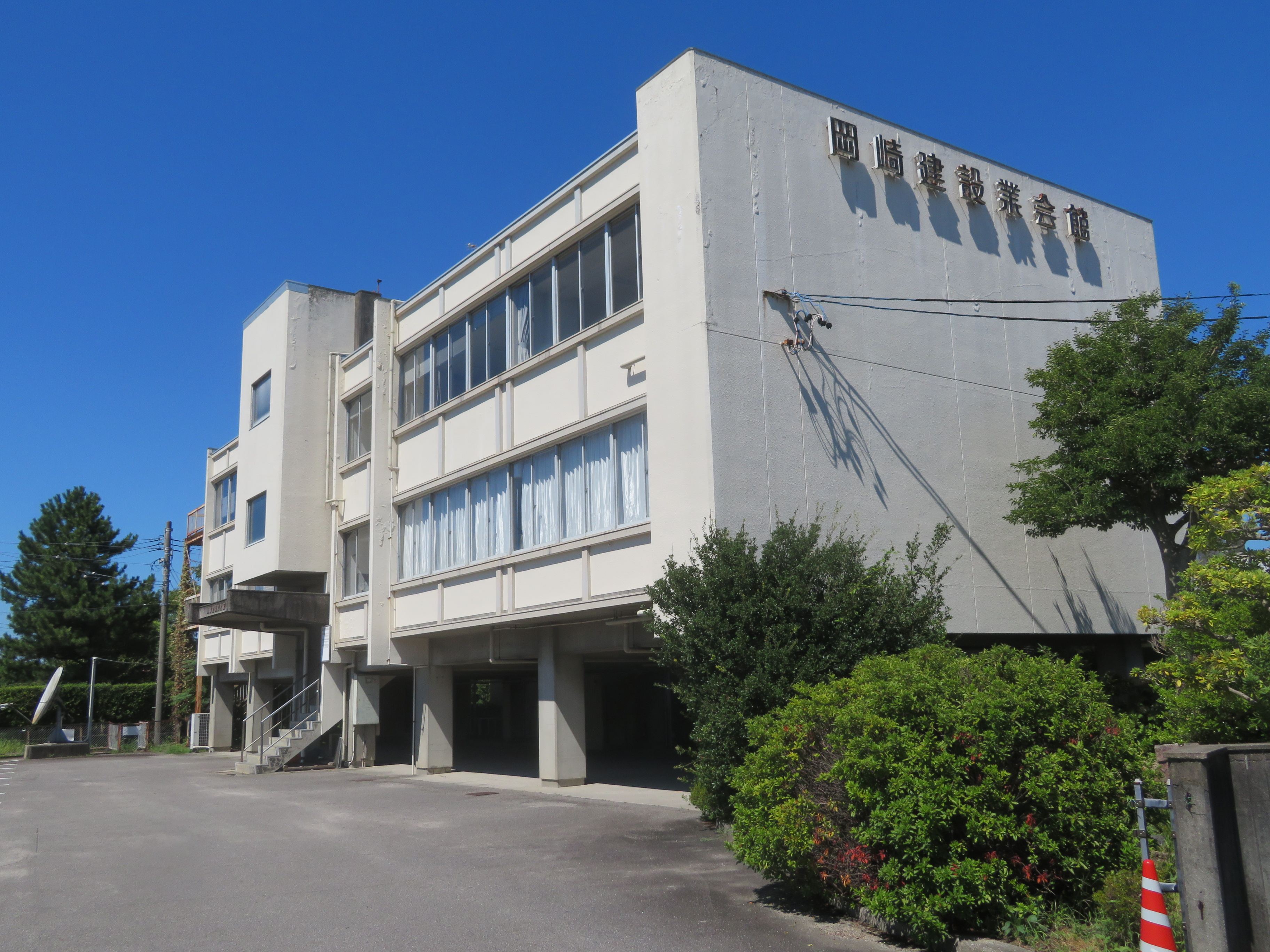
土建業界との融着の主たる舞台となった八帖北町の岡崎建設業会館。内田は指名競争入札制度を悪用し、業者を意のままに操った。

1980年1月6日、岡崎商工会議所で中野の新年会が開かれた。中野は来賓の内田を前に、「私は死ぬまで代議士をやめません」と挨拶をした。禅譲を受ける望みを完全に絶たれた内田は1月7日、中野と面会し、「次の衆院選は岡崎から候補者を出したいと思います」と告げる。加えて、4期目の市長選に出馬したい意向を伝えると、中野は「おかしいじゃないか。君は長期政権はいかんと、太田君の4選阻止に立ったんじゃなかったのか」と反駁。両者は決裂した。
内田はすぐに次の手を打つ。同年1月11日、「全市総代会役員と議員の懇談会」と銘打った会合で、衆院選候補者擁立のための団体を結成すると発表。「われわれにご理解を」と自民党市議に説明させた。「理解」とは運営資金である。2月、「岡崎から代議士を」の掛け声のもと「明日の岡崎をきずく会」が結成される。事務所は八帖北町の岡崎建設業会館の2階に置かれた。
同年3月25日、「明日の岡崎をきずく会」は政治団体として正式に設立された。また同日、裏金作りのために、6年ほど前に設立した団体「新都市政策調査会」を新たに政治団体として設立した。3月末、代表の浅井正三市議と岩瀬信一市議会議長は、土木、建築、電気工事の各業界代表を岡崎建設業会館の2階に呼び集めた。管工事の代表（岡崎市管工事業協同組合理事長）は岩瀬自身であった。岩瀬は「秋に候補者を決めるまでの準備資金を各業界にお願いしたい。150万円までなら会の領収書を出す」と述べた。岡崎土木協力会では、加盟28社に対し、受注実績に応じて献金額を3ランクに割り当てた。関係者から批判があり、事務所は伝馬通4丁目に移された。
内田は次期総選挙を1982年頃と読んでいた。「1980年11月の総会で役員を選出し、200人程度の選考委員会を設置して候補者を擁立」というのが内田の筋書きだった。若手議員らは当初、会の進め方にそろって冷ややかだった。前年の県議選で内田の全面支援を受けて初当選した中根薫は同年3月頃、同僚の柴田尚道に「内田はもうやめる。次はナカシズ（中根鎭夫）を市長に推す」と言って接触。中根薫、柴田、中根鎭夫の三県議が酒を酌み交わしたという情報はただちに内田の耳に入り、中根の造反はあっけなく封じ込められた。
4月28日、三友ニット協業組合事件にからみ、協和染色社長の鈴木雅雄（旧名：鈴木正雄）が、中小企業振興事業団から繊維工業改善資金3,700万円をだまし取った容疑で逮捕された。当時市役所では「昇進には係長50万円、課長100万円の内田への付け届けが必要」と言われており、冷や飯組の市職員は「ようやく捕まったか。これでおやじ（市長）まで行く」と小躍りした。岡崎駅西土地区画整理事業において協和染色は1億8,420万円という巨額の工場移転補償費を受け取っていた。県警は内田の金権政治の解明に全力をあげた。鈴木はのちに証言している。
「詐欺容疑なんてほとんど聴かれなかった。警察は三友ニットの倒産もまるで関心がなかった。取調室に座るなり、『お前は内田にいくら渡した。5千万か。1億か』とたたみかけた。彼らが話題にしたかったのは90%までが内田のことだった」
5月1日、県警捜査二課と岡崎署の捜査員は市役所別館にある区画整理課に出向き、協和染色の土地交換についての書類を段ボールひと箱に詰めて持ち帰った。県警は内田に肉薄していたが、思わぬ出来事により捜査は挫折する。衆議院の解散であった。

### 衆議院解散、長男を擁立
1980年5月16日、第2次大平内閣に対する内閣不信任決議案を日本社会党が提出。当時の自民党は前年の四十日抗争を経て分裂状態にあり、党内の反主流派の動向が予測できない状況にあった。それでも内田は不信任決議の否決を露ほども疑わず、同日午後の会合で「衆院の解散は82年秋ぐらいじゃないですか」と発言していた。不信任決議可決後の午後7時6分、大平内閣は臨時閣議を開き解散を決定。
同年5月17日午前10時、市役所の市議会「自民クラブ」の控室に議員約30人が急ぎ足に集まった。この緊急集会で、午後から代表が自民党県議3人に意向を打診しに行くことが決まった。衆院選出馬の意思を訊かれた柴田尚道と中根鎭夫は「アリバイづくりに来たということか。見えすいたことを」と思いながらもそつなく対応した。中根薫は「長男の康宏では無理だ」と気乗り薄だったが、協力を約束した。午後4時から市役所内で協議は再開。「明日の岡崎をきずく会」自民クラブ支部会が開かれ、内田か長男の内田康宏かどちらかを立てることで話がまとまる。内田の息のかかった岡崎市総代会長連絡協議会はこの日臨時会を開き、康宏擁立を早々と決議した。康宏は同日の夜遅く、当時の雇い主だった安倍晋太郎に相談。安倍は「福田派の中で波風を立てるようなことはやめてほしい。見送れないか」と答えた。
5月18日、康宏は朝9時台の新幹線に乗り帰郷。午後4時頃、内田の自宅に内田喜久、康宏、後援会幹部ら5人ほどが顔をそろえた。康宏が安倍から見送るよう諭されたことを伝えると、幹部の一人は「ここでやめると、おやじ（内田）の面目はまるつぶれだ。信用問題にも関わる」と声を荒らげた。午後6時、後援会の総会が開かれ、康宏擁立が満場一致で決まる。会場の三河別院には、発足が内定していた「内田康宏を育てる会」の入会申込書の束があらかじめ運び込まれていた。康宏は総会には出席せず東京に戻り、渋谷区富ヶ谷の安倍邸を再び訪れた。無言の安倍に対し、康宏は「私が出ないと父のイメージがまるつぶれになります」と昼間の自宅での討論を受け売りした。
5月19日に衆議院は解散し、史上初の衆参同日選挙が行われることとなった。同日、「明日の岡崎をきずく会」は康宏に衆院選への出馬を正式に要請した。
5月20日午前、内田は上京。山王グランドビル9階の安倍事務所で康宏とともに安倍と面会した。このとき安倍事務所から歩いて15分ほどのところにある清和会事務所はごった返し、とても康宏どころではなかった。同日夕方、康宏は岡崎市役所で記者会見を開き、無所属での立候補を表明した。
出馬に難色を示したのは安倍晋太郎だけではなかった。仲谷義明愛知県知事は3度にわたり内田に長男康宏の擁立を思いとどまるよう助言。前知事の桑原幹根も「喜久さんの息子などあぶくにも満たない」と言って遺憾の意を表した。中野派の柴田尚道県議さえ、仲谷の力を借りて出馬断念を働きかけようとした。出馬の噂を聞いた清和会事務局長の胡伸哉は「あの子（康宏）はいい子だったのに、親父もとうとう墓穴を掘った」ともらした。

### 買収工作
康宏が立候補を表明した5月20日、「明日の岡崎をきずく会」代表の浅井正三市議は市議会議長応接室で、会派「自民クラブ」の31人の市議のうち姿を見せなかった加藤清市と自身を除く29人に、それぞれ10万円の入った茶封筒を渡した。同日午後、金を受け取った市議の一人は人を介して岡崎警察署の巡査部長を喫茶店に呼び出し、買収の事実を明かした。5月24日には「自民クラブ」の河澄亨市議が柴田県議に茶封筒ごと預け、柴田も警察に通報した。
旧愛知4区（定数4）は全トヨタ労連を支持母体とする民社党の渡辺武三が盤石の構えを見せ、自民党の中野四郎、稲垣実男、浦野烋興がそれぞれしのぎを削り、社会党も6～7万の基礎票を有するという全国でも指折りの激戦区であった。5月23日、自民党の3議員は「三派連合」を岡崎市で組んだ。
内田は子飼いの中根薫県議から協力の約束を取り付けたものの、中根が党規に違反してまで無所属の康宏を応援するという確証が持てずにいた。中根が「市長が、おんぶにだっこに肩車で息子をかつぎ出した」と触れ歩いていることも耳にした。内田のとるべき道は一つしかなかった。5月26日深更、浅井正三市議とともに中根の自宅を訪れ、内田が先に玄関を出ると、浅井は現金500万円の入った袋を応接間の床に置いた。
5月28日、内田は事務所に顔を出すと、陣営の内部事情にまで通じていないはずの支援者から「仲谷知事から、出馬を断念するよう言われとるそうですな」と話しかけられる。愕然とするが、聞きたくない話はすべて頭から払いのけた。陣営は「安城や幸田に協力を頼んでいた以上引っ込みがつかない」「候補者を出さないことにはおさまらない」と述べ、内田本人も取材に対しては「全部動き出しております。もう止めることも、戻ることもできません」の一点張りであった。
内田は業界組織から金を集めるとき、表には出ず、腹心の市議らが仲介役をつとめた。個人が相手のときは一対一が原則で、国会議員を通じて仕事を依頼した業者に対しては「こういうことは第三者を通してはダメだ」と叱りつけた。ところが息子の衆院選ではそのような周到さは見る影もなくなった。公示日の6月2日、鴨田町広元の選挙事務所に自民クラブ幹部級の市議が現れ、康宏の日程表を手帳に写して立ち去った。不審に思った陣営の総括主宰者の堤敏正が日程担当者に問いただすと、担当者は「市長が見せてもいいと言ったので」と答えた。「人を信用できんようなら何もできない。一人でも多い方がいい」と内田は堤を諭し、選挙事務所は内田派以外の人々が出入りすることを許した。
自民系市議31人のうち、河澄亨、神取武史、加藤清市を除く28人が党規に背き内田陣営に走った。そして情報が外へ漏れることをきっかけとして、内田後援会の選対と市議関係者の間で激しい対立が生まれる。後援会の応援者が運動から手を引くと言い出したときは、内田父子が頭を下げてようやく収まった。
康宏は「なんで俺がこんなことをやらないといけないんだ」と選挙事務所で時折こぼすようになった。そんなとき康宏は決まって「連合艦隊司令長官である父の命令だから、軍艦である自分が動かないと」と言って自らを奮い立たせた。そのたとえは選挙の結果と人々の末路を不吉に暗示した。
買収工作は、金額から方法に至るまで警察や反対陣営に筒抜けであった。理容室、美容室、喫茶店などから成る業界団体「全国環衛組合連合会中央会」は中野の傘下にあったが、愛知県環衛協議会岡崎支部では内田派の店主たちが反発し、衆院選をめぐって足並みが乱れた。この動きに対抗すべく中野派の理容店主によって書かれた怪文書が大量にばらまかれた。そこには「岡崎市議会筋に金が流れていることは公然の秘密」と書かれてあった。
社会党の候補者は前回選に続いて元参議院議員の野々山一三だったが、同党の岡村秀夫市議は野々山そっちのけで康宏を応援し、党委員長の飛鳥田一雄を迎えて6月14日に行われた政談演説会にも姿を現さなかった。自然と「岡村にも金が渡った」という噂が広まった。
6月12日、大平正芳首相が急死。自民党の主流派と反主流派は弔い選挙の様相を呈し、挙党態勢に向かった。危機感を募らせた内田は公明党票を当て込み、6月14日、参院選に無所属・同党推薦で立候補した高木健太郎の選挙はがき2000枚の宛名書きを市役所秘書課長に命じた。公明党西三河総支部は自主投票を決定しており、高木は生物科学総合研究機構（現在の基礎生物学研究所、生理学研究所）の誘致に一役買ったという背景があった。作業は秘書課、広報広聴課、企画課などから集められた職員約20人によって行われた。
当時、日本では各候補者が一堂に会して政見を発表し合う「立会演説会」の開催が義務化されていた（1983年の法改正で同制度は廃止）。最終会場となった6月18日夜の岡崎市民会館。康宏が渡辺武三に続き二番手で登壇した頃には、聴衆は2,900人にふくれ上がり、ロビーまであふれた。「岡崎から代議士を」の熱気の中、康宏は拍手と歓声で迎えられた。とはいえ、立会演説会でもテレビの政見放送でも原稿を棒読みする康宏の演説に「学芸会じゃないぞ」などのやじは付きものであり、金権政治の腐敗を一掃したいと言えば「お前のおやじはどうだ」、西三河に乏しい文化施設の充実を訴えれば「おやじが悪い」とやじが飛び、演説の声はかき消された。
投票日前日の6月21日、他陣営の「市議が28人もあっち（注・内田）へ行ってるというが、市長の顔をたてて、という人も何人かいてね。おかげであっちのスケジュールは手に取るようにわかる」という証言が新聞に堂々と掲載された。

### 衆参同日選挙執行、市長辞職
1980年6月22日、衆参同日選挙が執行される。愛知県警は昼過ぎから最終の打ち合わせに入り、供述を得やすい市議から身柄を取る方針を決定した。
開票日の6月23日、朝日新聞朝刊は四段見出しで、県警による内田派摘発開始を報じた。午前11時頃には康宏の落選が確定。地盤の岡崎市で総得票数の約41%しか獲得できず惨敗した。同夜、任意出頭した自民クラブの市議11人のうち、浅井正三が買収容疑で、石川新平、沢豊、柴田孝一、本田光木、新海彦二ら5人が被買収容疑で逮捕された。6月24日から26日にかけて、岩瀬信一、萩原智、永田清一、細井一夫、山本富雄、神谷武夫、藤田芳郎、山内誠、山田敏貴ら9人の市議が逮捕された。6月27日には内田も買収容疑で逮捕された。6月30日付で市長を辞職。
7月10日、選対委員長として選挙戦を取りしきった中根薫が被買収と買収容疑で逮捕。7月13日から14日にかけて、伊藤文治、太田杕一、高村正、都築末二、松岡森吉、岡村秀夫、青山秋男、内田裕、大竹一則、三浦元ら10人の市議が逮捕された。
7月16日までに幸田町議会議員が6人、元町議が3人逮捕された。7月26日、元岡崎市議の柴田信市が逮捕された。8月3日までに安城市議会議員7人が逮捕された。
8月6日、岡崎市総代会長連絡協議会長と各学区後援会長10数人の取り調べが始まる。総代会長連絡協議会長は広幡学区の後援会長と自民党岡崎支部副支部長も兼ねていた。容疑によれば会長らは5月下旬、内田の義弟で私設秘書のKと選対の経理担当者の二人から現金10万円をそれぞれ受け取ったとされた。8月12日、額田町議会議員3人が逮捕された（後日さらに1人逮捕）。
8月20日、岡崎市八帖北町のK建設の社長と同市上和田町のD建設の社長が贈賄容疑で逮捕され、内田は収賄容疑で再逮捕された。9月4日、滝町のN組の社長と日名中町のS建設の社長が贈賄容疑で逮捕された。唐沢町のS工業の社長にも逮捕令状が用意されていたが、病気で入院中だったため、同社長は書類送検された。9月11日、東大友町のY組の社長が贈賄容疑で逮捕された。
名古屋地検岡崎支部長小林康人は「選挙資金の入りと出が白日の下にさらされた、全国でも稀有な事件」と総括した。新聞は太平洋戦争における軍部ならびに政府の精神構造を解き明かした丸山眞男の論文を引き、内田選対との共通点を記事にした。
1989年10月25日、名古屋地裁は内田に懲役4年・追徴金2,955万円を言い渡した。内田は判決を不服として即日控訴。1991年10月22日、名古屋高裁は控訴を棄却。最高裁まで争うも、1992年3月に上告を取り下げた。同年4月10日の中日新聞朝刊に、当時県議2期目だった康宏の「上告を取り下げたとは聞いていない。父に直接事実を確認する」というコメントが掲載される。実刑判決が確定し、内田は4月14日までに名古屋刑務所に収監された。

## 市政
「緑と太陽の福祉文化都市」をスローガンに掲げた内田市政は、都市の緑化と保育園の新設・公営化を推し進めたことで知られる。また宅地造成にも尽力し、在職中に開始した土地区画整理事業は市施行と組合施行を合わせ計15に及んだ。内田時代の岡崎市の土地区画整理事業は、施行面積で、全国の市町村でもトップクラスの規模であった。しかし同時に汚職の温床ともなった。主な業績は次のとおりである。
| 1971年 | 11月9日、広島県福山市と親善都市提携を結ぶ。12月2日、市政対話集会を開始。 |
| 1972年 | 4月1日、寝たきり老人の65歳以上の医療費を無料化。7月16日、南公園に市民プールが完成。7月19日、第1回岡崎市戦没者及び戦災死者追悼式を開催。7月20日、「市政だより子ども版 おかざきっ子」を創刊。 |
| 1973年 | 4月1日、0歳児の医療費を無料化。7月1日、市制施行記念日にあわせ「緑化推進都市宣言」を発表。緑化センターが上里町字河原畑（現・上里1丁目）にオープン。7月1日、心身障害者の医療費助成を開始。8月1日、ごみの市内全域収集を開始。8月17日、第1回中学生子ども議会（現・生徒市議会）を開催。                                             |
| 1974年 | 5月、第1回岡崎こどもまつりを開催。5月10日、岡崎市総合福祉センター（現・岡崎市福祉の村）を開設。6月2日、中央緑道が完工。8月18日、岡崎教育文化大学（現・岡崎市民大学）開講。11月17日、第1回岡崎市農業祭を開催。 |
| 1975年 | 3月22日、公募により市の鳥「ハクセキレイ」を選定。また市民の花にツツジなど16種を選定。4月3日、岡崎市立緑丘小学校が開校。4月22日、明大寺町の愛知教育大学跡地に分子科学研究所が設立される。8月5日、移動図書館みどり号がスタート。                                                                                                 |
| 1976年 | 4月3日、岡崎市立大門小学校と岡崎市立竜美丘小学校が開校。5月24日、施設老朽化のため火葬場を稲熊町字宮下より才栗町に移転。岡崎市斎場が竣工。7月1日、岡崎市体育館がオープン。市民憲章を制定。9月30日、太陽緑道が完工。10月31日、第1回岡崎市身体障害者体育大会を開催。                                                              |
| 1977年 | 4月1日、新編岡崎市史編さん事業が開始される。4月4日、岡崎市立城南小学校が開校。4月、岡崎市新総合計画を策定。5月2日、分子科学研究所に続いて基礎生物学研究所と生理学研究所が設立される。5月10日、岡崎市少年自然の家が完工。11月8日、市立岡崎病院の新館が完工。                                                                    |
| 1978年 | 4月1日、岡崎市福祉会館・緑の家がオープン。8月、岡崎観光夏まつりの催しの一つとして「岡崎五万石おどり」「五万石太鼓」を創設した。花火大会においては鉾船「菅生丸」を新造し、古くなった「天王丸」も船体を作り変えた。7月9日、美矢井橋公園運動場がオープン。9月30日、岡崎市消防本部の新庁舎が完工。11月4日、第1回岡崎まつりを開催。 |
| 1979年 | 5月1日、青少年センターと児童センターの複合施設「太陽の城」がオープン。6月、岡崎城・家康館建設整備委員会が発足。11月15日、第1回岡崎市老人クラブゲートボール大会開催。 |
| 1980年 | 3月1日、岡崎市竜美丘会館がオープン。3月7日、3隻目の花火大会の鉾船を新造することを市議会で発表した。3月21日、市内羽根町の森永製菓岡崎工場の跡地につき森永と売買契約を結ぶ。4月1日、西三河で初の女性校長誕生。4月28日、「市議会だより」創刊号を発行。5月2日、南公園に遊園地を設置。                                              |